# Ибиапаба (микрорегион)

Ибиапаба на карте.

Ибиапаба (порт. Microrregião da Ibiapaba) — микрорегион в Бразилии, входит в штат Сеара. Составная часть мезорегиона Северо-запад штата Сеара. Население составляет 295 210 человек (на 2010 год). Площадь — 5 067,984 км². Плотность населения — 58,25 чел./км².

## Демография
Согласно сведениям, собранным в ходе переписи 2010 г. Национальным институтом географии и статистики (IBGE), население микрорегиона составляет:
| Полное население                             | Полное население                             | Полное население                             | Полное население                             | 295 210 |
| -------------------------------------------- | -------------------------------------------- | -------------------------------------------- | -------------------------------------------- | ------- |
| в том числе:                                 | Городское население                          | 148 694                                      | Процент городского населения, %              | 50,37   |
|                                              | Сельское население                           | 146 516                                      | Процент сельского населения, %               | 49,63   |
|                                              | Мужское население                            | 146 695                                      | Процент мужского населения, %                | 49,69   |
|                                              | Женское население                            | 148 515                                      | Процент женского населения, %                | 50,31   |
| Плотность населения, чел/км²                 | Плотность населения, чел/км²                 | Плотность населения, чел/км²                 | Плотность населения, чел/км²                 | 58,25   |
| Население микрорегиона в % к населению штата | Население микрорегиона в % к населению штата | Население микрорегиона в % к населению штата | Население микрорегиона в % к населению штата | 3,49    |

## Статистика
- Валовой внутренний продукт на 2003 составляет 551 946 315,00 реалов (данные: Бразильский институт географии и статистики).
- Валовой внутренний продукт на душу населения на 2003 составляет 2025,44 реалов (данные: Бразильский институт географии и статистики).
- Индекс развития человеческого потенциала на 2000 составляет 0,623 (данные: Программа развития ООН).

## Состав микрорегиона
В составе микрорегиона включены следующие муниципалитеты:
1. Карнаубал
2. Кроата
3. Гуарасиаба-ду-Норти
4. Ибиапина
5. Сан-Бенедиту
6. Тиангуа
7. Убажара
8. Висоза-ду-Сеара